# 蘭楚角
62°58′S 60°30′W / 62.967°S 60.500°W
蘭楚角（Rancho Point），是南極洲的海岬，位於南設得蘭群島的欺骗岛東端，海拔高度170米，在1947年由阿根廷船舶指揮官命名，現時由南極條約體系管理。